# Solonaima pallescens
Solonaima pallescens är en insektsart som först beskrevs av William Lucas Distant 1907.  Solonaima pallescens ingår i släktet Solonaima och familjen kilstritar. Inga underarter finns listade i Catalogue of Life.